# Вир (Никшић)
Вир је насеље у општини Никшић у Црној Гори. Према попису из 2003. било је 905 становника (према попису из 1991. било је 838 становника).

## Демографија
У насељу Вир живи 691 пунолетни становник, а просечна старост становништва износи 36,6 година (34,9 код мушкараца и 38,4 код жена). У насељу има 238 домаћинстава, а просечан број чланова по домаћинству је 3,80.
Становништво у овом насељу веома је хетерогено, а у последња три пописа, примећен је пораст у броју становника.
|  |

| Демографија | Демографија | Демографија |
| Година      | Становника  | Становника  |
| ----------- | ----------- | ----------- |
|             |             |             |
|             |             |             |
|             |             |             |
|             |             |             |
| 1948.       | 375         |             |
| 1953.       | 566         |             |
| 1961.       | 541         |             |
| 1971.       | 570         |             |
| 1981.       | 758         |             |
| 1991.       | 838         | 806         |
| 2003.       | 947         | 905         |
|             |             |             |
|             |             |             |

| Етнички састав према попису из 2003.‍ | Етнички састав према попису из 2003.‍ | Етнички састав према попису из 2003.‍ | Етнички састав према попису из 2003.‍ | Етнички састав према попису из 2003.‍ |
| ------------------------------------ | ------------------------------------ | ------------------------------------ | ------------------------------------ | ------------------------------------ |
|                                      |                                      |                                      |                                      |                                      |
| Црногорци                            | Црногорци                            |                                      | 515                                  | 56,90%                               |
| Срби                                 | Срби                                 |                                      | 307                                  | 33,92%                               |
| Југословени                          | Југословени                          |                                      | 2                                    | 0,22%                                |
| непознато                            | непознато                            |                                      | 3                                    | 0,33%                                |

| \| \| м \| \| \| ж \| \| ? \| 1 \| \| \| 0 \| \| 80+ \| 4 \| \| \| 16 \| \| 75—79 \| 6 \| \| \| 25 \| \| 70—74 \| 10 \| \| \| 9 \| \| 65—69 \| 23 \| \| \| 15 \| \| 60—64 \| 26 \| \| \| 24 \| \| 55—59 \| 26 \| \| \| 21 \| \| 50—54 \| 39 \| \| \| 38 \| \| 45—49 \| 31 \| \| \| 33 \| \| 40—44 \| 24 \| \| \| 23 \| \| 35—39 \| 24 \| \| \| 25 \| \| 30—34 \| 32 \| \| \| 26 \| \| 25—29 \| 42 \| \| \| 42 \| \| 20—24 \| 39 \| \| \| 41 \| \| 15—19 \| 39 \| \| \| 25 \| \| 10—14 \| 29 \| \| \| 23 \| \| 5—9 \| 26 \| \| \| 24 \| \| 0—4 \| 39 \| \| \| 35 \| \| Просек : \| 26 \| \| \| 12 \| |    |  |  |    |
| |    |  |  |    |
| | м  |  |  | ж  |
| ? | 1  |  |  | 0  |
| 80+ | 4  |  |  | 16 |
| 75—79 | 6  |  |  | 25 |
| 70—74 | 10 |  |  | 9  |
| 65—69 | 23 |  |  | 15 |
| 60—64 | 26 |  |  | 24 |
| 55—59 | 26 |  |  | 21 |
| 50—54 | 39 |  |  | 38 |
| 45—49 | 31 |  |  | 33 |
| 40—44 | 24 |  |  | 23 |
| 35—39 | 24 |  |  | 25 |
| 30—34 | 32 |  |  | 26 |
| 25—29 | 42 |  |  | 42 |
| 20—24 | 39 |  |  | 41 |
| 15—19 | 39 |  |  | 25 |
| 10—14 | 29 |  |  | 23 |
| 5—9 | 26 |  |  | 24 |
| 0—4 | 39 |  |  | 35 |
| Просек : | 26 |  |  | 12 |

| Број домаћинстава према пописима из периода 1948—2003. | Број домаћинстава према пописима из периода 1948—2003. | Број домаћинстава према пописима из периода 1948—2003. | Број домаћинстава према пописима из периода 1948—2003. | Број домаћинстава према пописима из периода 1948—2003. | Број домаћинстава према пописима из периода 1948—2003. | Број домаћинстава према пописима из периода 1948—2003. | Број домаћинстава према пописима из периода 1948—2003. |
| Година пописа                                          | 1948.                                                  | 1953.                                                  | 1961.                                                  | 1971.                                                  | 1981.                                                  | 1991.                                                  | 2003.                                                  |
| ------------------------------------------------------ | ------------------------------------------------------ | ------------------------------------------------------ | ------------------------------------------------------ | ------------------------------------------------------ | ------------------------------------------------------ | ------------------------------------------------------ | ------------------------------------------------------ |
| Број домаћинстава                                      | 79                                                     | 102                                                    | 101                                                    | 116                                                    | 168                                                    | 201                                                    | 242                                                    |

| Број домаћинстава по броју чланова према попису из 2003. | Број домаћинстава по броју чланова према попису из 2003. | Број домаћинстава по броју чланова према попису из 2003. | Број домаћинстава по броју чланова према попису из 2003. | Број домаћинстава по броју чланова према попису из 2003. | Број домаћинстава по броју чланова према попису из 2003. | Број домаћинстава по броју чланова према попису из 2003. | Број домаћинстава по броју чланова према попису из 2003. | Број домаћинстава по броју чланова према попису из 2003. | Број домаћинстава по броју чланова према попису из 2003. | Број домаћинстава по броју чланова према попису из 2003. | Број домаћинстава по броју чланова према попису из 2003. |
| Број чланова                                             | 1                                                        | 2                                                        | 3                                                        | 4                                                        | 5                                                        | 6                                                        | 7                                                        | 8                                                        | 9                                                        | 10 и више                                                | Просек                                                   |
| -------------------------------------------------------- | -------------------------------------------------------- | -------------------------------------------------------- | -------------------------------------------------------- | -------------------------------------------------------- | -------------------------------------------------------- | -------------------------------------------------------- | -------------------------------------------------------- | -------------------------------------------------------- | -------------------------------------------------------- | -------------------------------------------------------- | -------------------------------------------------------- |
| Број домаћинстава                                        | 238                                                      | 35                                                       | 38                                                       | 31                                                       | 49                                                       | 39                                                       | 25                                                       | 12                                                       | 6                                                        | 2                                                        | 1                                                        |

| Пол    | Укупно | Неожењен/Неудата | Ожењен/Удата | Удовац/Удовица | Разведен/Разведена | Непознато |
| ------ | ------ | ---------------- | ------------ | -------------- | ------------------ | --------- |
| Мушки  | 366    | 151              | 201          | 7              | 5                  | 2         |
| Женски | 363    | 91               | 201          | 66             | 4                  | 1         |
| УКУПНО | 729    | 242              | 402          | 73             | 9                  | 3         |

| Пол    | Укупно                    | Пољопривреда, лов и шумарство | Рибарство                            | Вађење руде и камена | Прерађивачка индустрија       |
| ------ | ------------------------- | ----------------------------- | ------------------------------------ | -------------------- | ----------------------------- |
| Мушки  | 167                       | 21                            | 1                                    | 8                    | 52                            |
| Женски | 67                        | 4                             | 0                                    | 1                    | 9                             |
| Укупно | 234                       | 25                            | 1                                    | 9                    | 61                            |
|        |                           |                               |                                      |                      |                               |
| Пол    | Производња и снабдевање   | Грађевинарство                | Трговина                             | Хотели и ресторани   | Саобраћај, складиштење и везе |
| Мушки  | 4                         | 18                            | 23                                   | 3                    | 5                             |
| Женски | 0                         | 2                             | 18                                   | 7                    | 1                             |
| Укупно | 4                         | 20                            | 41                                   | 10                   | 6                             |
|        |                           |                               |                                      |                      |                               |
| Пол    | Финансијско посредовање   | Некретнине                    | Државна управа и одбрана             | Образовање           | Здравствени и социјални рад   |
| Мушки  | 1                         | 1                             | 12                                   | 4                    | 2                             |
| Женски | 0                         | 2                             | 2                                    | 8                    | 8                             |
| Укупно | 1                         | 3                             | 14                                   | 12                   | 10                            |
|        |                           |                               |                                      |                      |                               |
| Пол    | Остале услужне активности | Приватна домаћинства          | Екстериторијалне организације и тела | Непознато            | Непознато                     |
| Мушки  | 7                         | 0                             | 0                                    | 5                    | 5                             |
| Женски | 4                         | 1                             | 0                                    | 0                    | 0                             |
| Укупно | 11                        | 1                             | 0                                    | 5                    | 5                             |